# رستم خودژاموف
رستم خودژاموف (اوکراینی: Рустам Махмудкулович Худжамов؛ زادهٔ ۵ اکتبر ۱۹۸۲) بازیکن فوتبال اهل اوکراین است.
از باشگاه‌هایی که در آن بازی کرده‌است می‌توان به باشگاه فوتبال ماریوپول، باشگاه فوتبال متالورگ دونتسک، باشگاه فوتبال متالیست خارکوف، باشگاه فوتبال شاختار دونتسک، باشگاه فوتبال دینامو کی‌یف، باشگاه فوتبال اوورلا اوژهورود، و باشگاه فوتبال زوریا لوهانسک اشاره کرد.
وی همچنین در تیم‌های ملی فوتبال زیر ۲۱ سال اوکراین و اوکراین بازی کرده‌است.